# Техасская конвенция 1845 года
Техасская конвенция 1845 года (англ. Texas Convention of 1845 ) — собрание депутатов Техаса, которое было созвано президентом Техаса Энсоном Джонсом для вынесения решения о принятии резолюции Конгресса США, которая предлагала присоединить Республику Техас к США. Конвенция собралась 4 июля 1845 года в Остине. Генерал Томас Джефферсон Раск был избран президентом конвенции, а Джеймс Раймонд секретарём. Конвенция приняла предложение Конгресса 55-ю голосами против одного (против проголосовал Ричард Баш). После этого конвенция подготовила Конституцию нового штата. Раск назначил несколько комитетов для изучения законодательных, исполнительных, юридических и общих аспектов Конституции. На Конвенции присутствовало 57 делегатов, из которых 18 были теннессийцами, 8 вирджинцами, 7 джорджианцами, 6 кентуккийцами и 5 северокаролинцами. В работе конвенции участвовали политики с большим опытом, такие как Томас Раск, Джеймс Гендерсон, Исаак ван Зандт, Хардин Раннелс, Эбнер Липскомб, Николас Дарнелл и Хосе Антонио Наварро. 28 августа 1845 года конвенция прекратила свою работу.